# Communauté de communes du Pays de Lévis en bocage bourbonnais
La communauté de communes du Pays de Lévis en bocage bourbonnais est une communauté de communes française, située dans le département de l'Allier en région Auvergne-Rhône-Alpes.

## Historique
Le schéma départemental de coopération intercommunale de l'Allier prévoyait, en 2011, la disparition de la communauté de communes du fait d'une population inférieure à cinq mille habitants. Sans résultat, elle est maintenue à titre dérogatoire.
En 2015, celle-ci se situant en dessous du seuil de cinq mille habitants préconisé par la loi no 2015-991 du 7 août 2015 portant nouvelle organisation territoriale de la République (dite « loi NOTRe »), elle ne peut plus se maintenir, possédant « peu de ressources fiscales et financières », d'autant plus que le préfet a décidé de remanier l'ensemble des structures intercommunales du département. Il propose la fusion avec la communauté de communes du Pays de Chevagnes en Sologne Bourbonnaise et la communauté d'agglomération de Moulins. Adopté en mars 2016, le SDCI maintient cette fusion en incluant les communes nivernaises de Dornes et Saint-Parize-en-Viry.
La communauté d'agglomération de Moulins élargie aux deux communautés de communes et aux deux communes nivernaises précitées prend le nom de « Moulins Communauté » par arrêté préfectoral du 5 décembre 2016.

## Territoire communautaire

### Géographie
La communauté de communes est située au nord du département de l'Allier. Elle jouxte la communauté d'agglomération de Moulins au sud-est, les communautés de communes en Bocage Bourbonnais au sud, du Pays de Tronçais au sud-ouest, les Trois Provinces (Cher) au nord-ouest et du Nivernais Bourbonnais (Nièvre) au nord-est.
Le territoire communautaire est traversé par les routes départementales 978a (ancienne route nationale reliant Saint-Pierre-le-Moûtier à la forêt de Tronçais par Château-sur-Allier, Neure et Lurcy-Lévis), 1 (reliant Sancoins à Lurcy-Lévis, Limoise et Bourbon-l'Archambault), 13 (Limoise, Couzon et au-delà vers Moulins) et 101.

### Composition
La communauté de communes est composée des huit communes suivantes :
| Nom                    | Code Insee | Gentilé           | Superficie (km2) | Population (dernière pop. légale) | Densité (hab./km2) |
| ---------------------- | ---------- | ----------------- | ---------------- | --------------------------------- | ------------------ |
| Lurcy-Lévis (siège)    | 03155      | Lurcyquois        | 71,42            | 1 942 (2014)                      | 27                 |
| Château-sur-Allier     | 03064      | Castelmontbellois | 27,75            | 180 (2014)                        | 6,5                |
| Couzon                 | 03090      | Couzonnais        | 19,85            | 276 (2014)                        | 14                 |
| Limoise                | 03146      | Limoisiens        | 12,56            | 166 (2014)                        | 13                 |
| Neure                  | 03198      | Neurois           | 11,97            | 180 (2014)                        | 15                 |
| Pouzy-Mésangy          | 03210      | Pouzyquois        | 35,04            | 396 (2014)                        | 11                 |
| Saint-Léopardin-d'Augy | 03241      | Augyssois         | 39,59            | 344 (2014)                        | 8,7                |
| Le Veurdre             | 03309      | Veurdrois         | 21,16            | 466 (2014)                        | 22                 |

### Démographie
| 1968  | 1975  | 1982  | 1990  | 1999  | 2008  | 2013  |
| ----- | ----- | ----- | ----- | ----- | ----- | ----- |
| 5 404 | 4 906 | 4 663 | 4 255 | 4 198 | 4 274 | 3 990 |

| Hommes | Classe d’âge | Femmes |
| ------ | ------------ | ------ |
| 0,7    | 90 ans ou +  | 2,7    |
| 11     | 75 à 89 ans  | 16,2   |
| 20,7   | 60 à 74 ans  | 18,5   |
| 23     | 45 à 59 ans  | 21,7   |
| 16,2   | 30 à 44 ans  | 14,9   |
| 13,4   | 15 à 29 ans  | 11,7   |
| 14,9   | 0 à 14 ans   | 14,3   |

| Hommes | Classe d’âge | Femmes |
| ------ | ------------ | ------ |
| 0,8    | 90 ans ou +  | 2,1    |
| 9,5    | 75 à 89 ans  | 13,9   |
| 18,6   | 60 à 74 ans  | 18,9   |
| 21,5   | 45 à 59 ans  | 20,4   |
| 17,6   | 30 à 44 ans  | 16,5   |
| 15,2   | 15 à 29 ans  | 13,3   |
| 16,8   | 0 à 14 ans   | 14,9   |

## Administration

### Siège
Le siège de la communauté de communes est situé à Lurcy-Lévis.

### Les élus
La communauté de communes est gérée par un conseil communautaire composé de vingt-cinq membres représentant chacune des communes membres et élus jusqu'à la disparition de la structure intercommunale.
Ils sont répartis comme suit :
| Nombre de délégués | Communes                                                                          |
| ------------------ | --------------------------------------------------------------------------------- |
| 10                 | Lurcy-Lévis                                                                       |
| 3                  | Le Veurdre                                                                        |
| 2                  | Château-sur-Allier, Couzon, Limoise, Neure, Pouzy-Mésangy, Saint-Léopardin-d'Augy |

### Présidence
En 2014, le conseil communautaire a élu son président, Jean-Claude Chamignon (maire de Neure), et désigné ses trois vice-présidents qui sont : Claude Vanneau (élu à Lurcy-Lévis), Norbert Brunol (élu à Saint-Léopardin-d'Augy) et Christophe de Contenson (élu à Couzon).

### Compétences
L'intercommunalité exerce des compétences qui lui sont déléguées par les communes membres.
- Développement économique (obligatoire) : création, aménagement, entretien et gestion de zones d'activités industrielle, commerciale, tertiaire, artisanale, touristique, portuaire et aéroportuaire ; actions de développement économique.
- Aménagement de l'espace (obligatoire) : constitution de réserves foncières, études et programmation.
- Environnement et cadre de vie : collecte et traitement des déchets ménagers et assimilés.
- Sanitaires et social : activités sanitaires (construction, aménagement, entretien et gestion d'une maison pluridisciplinaire de santé communautaire), action sociale (participation au fonctionnement d'un relais d'assistantes maternelles).
- Développement et aménagement social et culturel : construction ou aménagement, entretien et gestion d'équipements ou d'établissements sportifs ; activités culturelles ou socio-culturelles.
- Logement et habitat : politique du logement non social, opération programmée d'amélioration de l'habitat.
- Gestion d'un centre de secours.

### Régime fiscal et budget
La communauté de communes applique la fiscalité additionnelle, sans fiscalité professionnelle de zone et sans fiscalité professionnelle sur les éoliennes.

### Sources
- SPLAF (Site sur la Population et les Limites Administratives de la France)
- « CC du Pays de Lévis en Bocage bourbonnais » dans la base nationale sur l'intercommunalité